# Monterey Jack
O Monterey Jack é um queijo californiano branco, semiduro, feito com leite de vaca, de sabor suave e levemente adocicado. Ele foi chamado de "um original americano" e "como um vestígio do domínio espanhol no início do século XIX, deriva de um estilo monástico franciscano de queijo".
Além de ser consumido sozinho, ele é frequentemente marmorizado com Colby para produzir Colby-Jack, ou com Cheddar amarelo para produzir Cheddar-Jack. O Pepper Jack é uma versão aromatizada com pimentas e ervas. O Dry Jack é um queijo mais duro com um tempo de envelhecimento mais longo.

## Origem

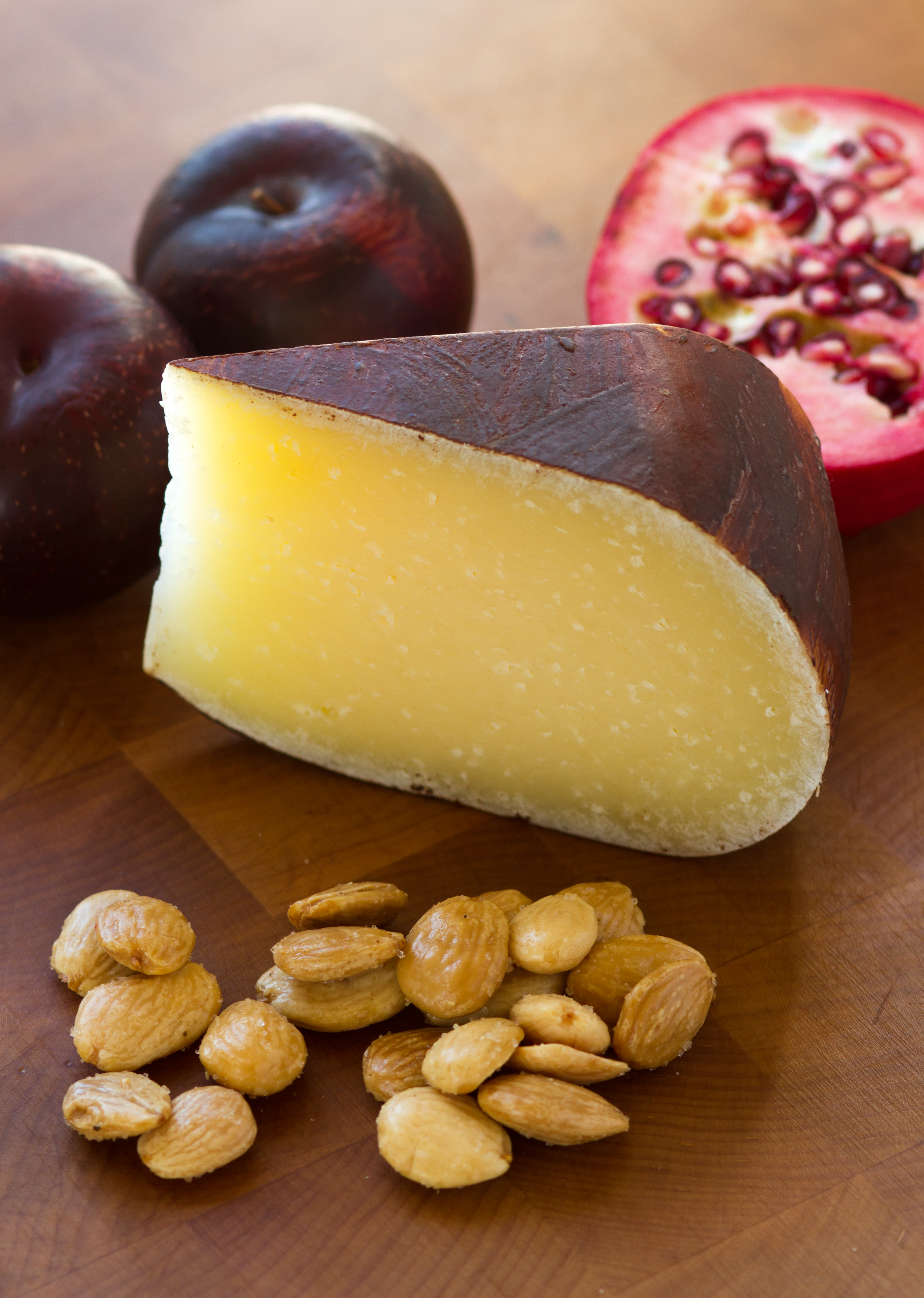
Uma fatia de Monterey Jack envelhecido a seco, conhecido como Dry Jack

Em sua forma mais antiga, o Monterey Jack era fabricado pelos frades franciscanos de Monterey, na Califórnia, no século 18. O empresário californiano David Jacks vendia o queijo comercialmente. Ele produzia um queijo branco suave que veio a ser conhecido pelo nome de "Jacks' Cheese" e, mais tarde, "Monterey Jack". Outros fazendeiros da região também produziam o queijo, entre eles Andrew Molera, que construiu uma bem-sucedida operação de laticínios em Big Sur e cujo Monterey Jack era bem visto.

## Maturação
Embora a maioria das variedades mais macias encontradas seja envelhecida por apenas um mês, o Dry Jack é uma variedade mais dura envelhecida por até seis meses.

## Usos
O queijo é comumente usado como um queijo derretido para quesadillas, burritos no estilo californiano e também alguns burritos no estilo mexicano. Também pode ser usado em cheeseburgers ou em sanduíches de queijo grilled cheese. Ainda tem um sabor suave e boa qualidade de derretimento para alguns pratos de massa.

## Variantes

### Dry Jack
O Dry Jack foi criado por acidente em 1915, quando um atacadista de São Francisco se esqueceu de algumas rodas de Jack fresco que havia armazenado. Com a intensificação da Primeira Guerra Mundial e a interrupção dos envios de queijos duros da Europa, ele redescobriu as rodas, que haviam se transformado em algo que seus clientes consideravam um bom substituto para os queijos duros clássicos, como o parmesão.

### Pepper Jack
O Pepper Jack é um derivado do Monterey Jack aromatizado com pimentas picantes, pimentões e ervas.

## Segurança do consumo
Devido ao seu baixo teor de tiramina, um composto orgânico que se acredita estar associado a dores de cabeça, o Monterey Jack é frequentemente recomendado como um dos poucos tipos de queijo que é seguro para ser consumido por quem sofre de enxaqueca.